# Judy Devlin
Judith M. „Judy“ Devlin (* 22. Oktober 1935 in Winnipeg, Manitoba, verheiratete Judy Hashman; † 6. Mai 2024) war eine US-amerikanische Badmintonspielerin, die später für England startete.

## Karriere
Devlin begann im Alter von sieben Jahren in der Nähe von Baltimore unter den Fittichen ihres irischen Vaters Frank Devlin Badminton zu spielen. Devlin avancierte später mit 86 nationalen und internationalen Titeln zu einer der erfolgreichsten Badmintonspielerinnen überhaupt. Sie gewann 31 Titel in den USA, 8 in Deutschland, 7 in Kanada, 4 in den Niederlanden, 4 in Schweden, 3 in Irland, 3 in Jamaika, 2 in Schottland und 2 nationale Titel in England. Dreimal siegte sie mit dem US-Team im Uber Cup (1957, 1960, 1963). 1972 war sie zweimal bei den Europameisterschaften erfolgreich.
Judy Devlin ist die dritterfolgreichste Spielerin bei den All England, wo sie 17 Titel erringen konnte.
Sie war ab 1963 Mitglied der US Badminton Hall of Fame, erhielt 1985 den Distinguished Service Award, eine der höchsten Ehrungen der International Badminton Federation. Sie war ab 1995  Mitglied der International Women’s Sports Hall of Fame und wurde 1997, gemeinsam mit ihrem Vater (postum), in die Badminton Hall of Fame aufgenommen. Judy Devlin heiratete 1960 den Badmintonspieler Dick Hashman, zog nach England und wurde britische Staatsbürgerin, war sowohl Spielerin wie auch später kurzzeitig Trainerin des englischen Badmintonteams.

## Erfolge
| Saison | Veranstaltung                  | Disziplin   | Sieger                                                                                         |
| ------ | ------------------------------ | ----------- | ---------------------------------------------------------------------------------------------- |
| 1953   | US Open                        | Damendoppel | Sue Devlin / Judy Devlin                                                                       |
| 1954   | All England                    | Dameneinzel | Judy Devlin                                                                                    |
| 1954   | All England                    | Damendoppel | Sue Devlin / Judy Devlin                                                                       |
| 1954   | US Open                        | Dameneinzel | Judy Devlin                                                                                    |
| 1954   | US Open                        | Damendoppel | Sue Devlin / Judy Devlin                                                                       |
| 1955   | US Open                        | Damendoppel | Sue Devlin / Judy Devlin                                                                       |
| 1956   | All England                    | Damendoppel | Sue Devlin / Judy Devlin                                                                       |
| 1956   | US Open                        | Dameneinzel | Judy Devlin                                                                                    |
| 1956   | US Open                        | Mixed       | Finn Kobberø / Judy Devlin                                                                     |
| 1957   | All England                    | Dameneinzel | Judy Devlin                                                                                    |
| 1957   | US Open                        | Dameneinzel | Judy Devlin                                                                                    |
| 1957   | US Open                        | Damendoppel | Sue Devlin / Judy Devlin                                                                       |
| 1957   | US Open                        | Mixed       | Finn Kobberø / Judy Devlin                                                                     |
| 1957   | Canadian Open                  | Dameneinzel | Judy Devlin                                                                                    |
| 1957   | Canadian Open                  | Damendoppel | Sue Devlin / Judy Devlin                                                                       |
| 1957   | Jamaican Open                  | Dameneinzel | Judy Devlin                                                                                    |
| 1957   | Jamaican Open                  | Damendoppel | W. H. Murray White / Judy Devlin                                                               |
| 1957   | Jamaican Open                  | Mixed       | Allan Feres / Judy Devlin                                                                      |
| 1957   | Uber Cup                       | Team        | USA                                                                                            |
| 1958   | All England                    | Dameneinzel | Judy Devlin                                                                                    |
| 1958   | US Open                        | Dameneinzel | Judy Devlin                                                                                    |
| 1958   | US Open                        | Damendoppel | Sue Devlin / Judy Devlin                                                                       |
| 1958   | US Open                        | Mixed       | Finn Kobberø / Judy Devlin                                                                     |
| 1959   | US Open                        | Dameneinzel | Judy Devlin                                                                                    |
| 1959   | US Open                        | Damendoppel | Sue Devlin / Judy Devlin                                                                       |
| 1959   | US Open                        | Mixed       | Michael Roche / Judy Devlin                                                                    |
| 1959   | Canada Open                    | Dameneinzel | Judy Devlin                                                                                    |
| 1959   | Canada Open                    | Damendoppel | Sue Devlin / Judy Devlin                                                                       |
| 1959   | Canada Open                    | Mixed       | Don P. Davies / Judy Devlin                                                                    |
| 1960   | Uber Cup                       | Team        | USA                                                                                            |
| 1960   | All England                    | Dameneinzel | Judy Devlin                                                                                    |
| 1960   | All England                    | Damendoppel | Sue Devlin / Judy Devlin                                                                       |
| 1960   | US Open                        | Dameneinzel | Judy Devlin                                                                                    |
| 1960   | US Open                        | Damendoppel | Sue Devlin / Judy Devlin                                                                       |
| 1961   | German Open                    | Mixed       | Yeoh Kean Hua / Judy Hashman                                                                   |
| 1961   | German Open                    | Dameneinzel | Judy Hashman                                                                                   |
| 1961   | German Open                    | Damendoppel | Judy Hashman / Sonia Cox                                                                       |
| 1961   | All England                    | Dameneinzel | Judy Hashman                                                                                   |
| 1961   | All England                    | Damendoppel | Judy Hashman / Sue Devlin                                                                      |
| 1961   | US Open                        | Dameneinzel | Judy Hashman                                                                                   |
| 1961   | US Open                        | Damendoppel | Sue Peard / Judy Hashman                                                                       |
| 1961   | US Open                        | Mixed       | Wynn Rogers / Judy Hashman                                                                     |
| 1961   | Scottish Open                  | Dameneinzel | Judy Hashman                                                                                   |
| 1961   | Scottish Open                  | Damendoppel | Sue Peard / Judy Hashman                                                                       |
| 1962   | German Open                    | Dameneinzel | Judy Hashman                                                                                   |
| 1962   | German Open                    | Damendoppel | Judy Hashman / Tonny Holst-Christensen                                                         |
| 1962   | All England                    | Dameneinzel | Judy Hashman                                                                                   |
| 1962   | All England                    | Damendoppel | Judy Hashman / Tonny Holst-Christensen                                                         |
| 1962   | US Open                        | Dameneinzel | Judy Hashman                                                                                   |
| 1962   | US Open                        | Damendoppel | Patricia Stephens / Judy Hashman                                                               |
| 1962   | US Open                        | Mixed       | Wynn Rogers / Judy Hashman                                                                     |
| 1963   | German Open                    | Dameneinzel | Judy Hashman                                                                                   |
| 1963   | Uber Cup                       | Team        | USA                                                                                            |
| 1963   | All England                    | Dameneinzel | Judy Hashman                                                                                   |
| 1963   | All England                    | Damendoppel | Judy Hashman / Sue Devlin                                                                      |
| 1963   | US Open                        | Dameneinzel | Judy Hashman                                                                                   |
| 1963   | US Open                        | Damendoppel | Sue Peard / Judy Hashman                                                                       |
| 1964   | German Open                    | Dameneinzel | Judy Hashman                                                                                   |
| 1964   | All England                    | Dameneinzel | Judy Hashman                                                                                   |
| 1964   | Swedish Open                   | Damendoppel | Judy Hashman / Mary U. O’Sullivan                                                              |
| 1964   | Swedish Open                   | Dameneinzel | Judy Hashman                                                                                   |
| 1964   | Dutch Open                     | Dameneinzel | Judy Hashman                                                                                   |
| 1964   | Dutch Open                     | Damendoppel | Sue Peard / Judy Hashman                                                                       |
| 1964   | Irish Open                     | Mixed       | Robert McCoig / Judy Hashman                                                                   |
| 1964   | Irish Open                     | Dameneinzel | Judy Hashman                                                                                   |
| 1964   | Irish Open                     | Damendoppel | Sue Peard / Judy Hashman                                                                       |
| 1965   | US Open                        | Dameneinzel | Judy Hashman                                                                                   |
| 1966   | All England                    | Damendoppel | Judy Hashman / Sue Peard Devlin                                                                |
| 1966   | All England                    | Dameneinzel | Judy Hashman                                                                                   |
| 1966   | US Open                        | Dameneinzel | Judy Hashman                                                                                   |
| 1966   | US Open                        | Damendoppel | Sue Peard / Judy Hashman                                                                       |
| 1966   | Swedish Open                   | Damendoppel | Judy Hashman / Eva Twedberg                                                                    |
| 1966   | Swedish Open                   | Dameneinzel | Judy Hashman                                                                                   |
| 1966   | Canada Open                    | Dameneinzel | Judy Hashman                                                                                   |
| 1966   | Canada Open                    | Damendoppel | Sue Peard / Judy Hashman                                                                       |
| 1966   | German Open                    | Damendoppel | Sue Peard / Judy Hashman                                                                       |
| 1967   | All England                    | Dameneinzel | Judy Hashman                                                                                   |
| 1967   | US Open                        | Dameneinzel | Judy Hashman                                                                                   |
| 1967   | US Open                        | Damendoppel | Rosine Jones / Judy Hashman                                                                    |
| 1967   | US Open                        | Mixed       | Jim Sydie / Judy Hashman                                                                       |
| 1971   | Dutch Open                     | Damendoppel | Judy Hashman / Gillian Gilks                                                                   |
| 1972   | Europameisterschaft            | Damendoppel | Gillian Gilks / Judy Hashman                                                                   |
| 1972   | England: Einzelmeisterschaften | Damendoppel | Judy Hashman / Gillian Gilks                                                                   |
| 1972   | Europameisterschaft            | Team        | England (Ray Stevens, Elliot Stuart, Derek Talbot, Margaret Beck, Gillian Gilks, Judy Hashman) |
| 1972   | Dutch Open                     | Damendoppel | Judy Hashman / Gillian Gilks                                                                   |
| 1973   | England: Einzelmeisterschaften | Damendoppel | Judy Hashman / Gillian Gilks                                                                   |